# Pietro Auletta
Pietro Auletta (* Januar 1698 in Sant’Angelo a Scala bei Avellino; † September 1771 in Neapel) war ein italienischer Komponist und Organist des Barock.

## Leben
Pietro Auletta erhielt seine musikalische Ausbildung am Conservatorio S. Onofrio in Neapel, dort war Nicola Porpora einer seiner Lehrer. Um etwa 1724 wurde er Kapellmeister an der Kirche S. Maria La Nova, einer der wichtigen Kirchen des Stadtstaates. Seine erste komische Oper Il Trionfo dell’amore, ovvero Le nozze tra amici komponierte Auletta 1725 für das Teatro Nuovo in Neapel, eine zweite Oper La Carlotta entstand ein Jahr später. Eine erste Heldenoper Ezio wurde 1728 in Rom aufgeführt. Weitere Opern wurden als sogenannte Pasticci aufgeführt, Gesamtwerke an dem mehrere Komponisten einzelne Teile komponierten. Seine Oper Orazio (1737) kam im September 1752 in Paris, ebenfalls als Pasticcio umbenannt in Il maestro di musica unter dem Namen Pergolesis zur Aufführung. Eine weitere Oper Aulettas wurde 1758 in München aufgeführt.
Sein Sohn Domenico Auletta (1723–1753) wurde als Organist und Komponist sakraler Musik, vor allem zahlreicher Psalmen bekannt. Des Weiteren hinterließ er drei Cembalokonzerte.

## Werk
Insgesamt schuf Pietro Auletta 17 Opern. Die wenigen überlieferten Werke weisen diese, in einem für die Zeit fortschrittlichen neapolitanischen Stil aus. Neben den Oratorien Il martirio di S Ferma Vergine (1722) und das Oratorio sacro (1745) stammen weitere geistliche und weltliche Werke wie Motetten, Kantaten und Arien aus seiner Feder. Ebenfalls erhalten ist eine dreisätzige Sinfonie, mit zwei Oboen, zwei Hörnern und Streicher.